# Yunus Musah
Yunus Dimoara Musah (ur. 29 listopada 2002 w Nowym Jorku) – amerykański piłkarz pochodzenia ghańskiego  z obywatelstwem włoskim i brytyjskim, występujący na pozycji środkowego lub prawego pomocnika we włoskim klubie A.C. Milan oraz w reprezentacji Stanów Zjednoczonych. Wychowanek Arsenalu, młodzieżowy reprezentant Anglii.